# Pierce Silver Arrow
Pierce Silver Arrow – samochód koncepcyjny zaprojektowany przez Jamesa R. Hughesa i Philipa O. Wrighta, po raz pierwszy pokazany na New York Auto Show w 1933 r.

## Historia

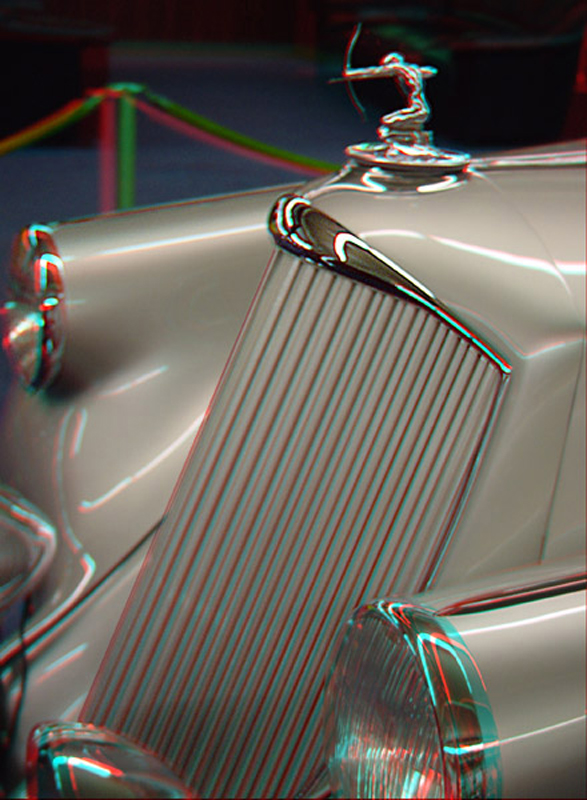
Maskownica Silver Arrow

Pokazany na salonie w Nowym Jorku w 1933 stał się prawdziwą sensacją. Samochód został bardzo dobrze przyjęty przez publiczność i prasę, jego pojawienie się skomentowano słowami Suddenly it's 1940!. Odznaczał się futurystyczną jak na owe czasy stylistyką, miał opływową karoserię, koło zapasowe chowane było za przednie koła, posiadał silnik V12 (7,5 litra pojemności, 175 KM, 237 Nm) i rozwijał prędkość maksymalną do 185 km/h (115 mil na godzinę). Model został wyceniony na ok. 10 000 dolarów amerykańskich.
Z powodu Wielkiego kryzysu kilka następnych modeli z produkcji przypominało bardziej typowe samochody firmy Pierce-Arrow i brakowało im wielu unikalnych funkcji pokazanych na salonie w Nowym Jorku. Po przejęciu Pierce-Arrow przez firmę Studebaker, w 1938 r. z powodu nierentowności produkcja modelu została wstrzymana. Z modelu Silver Arrow do dzisiejszych czasów zachowały się tylko trzy samochody.
Samochód Pierce Silver Arrow wystąpił w grze komputerowej Mafia, w której występuje on pod nazwą Silver Fletcher.